# Nordpolmission
Die Nordpolmission (Praefectura Apostolica Poli Arctici) war eine katholische Apostolische Präfektur, die im Jahr 1855 zum Ziel der Missionsarbeit errichtet wurde. Diese sollte vor allen Dingen in Gebieten nördlich des Polarkreises erfolgen; aber auch andere Gebiete wurden hinzugenommen. Das Wirkungsgebiet umfasste daher: 
- Norwegen und Schweden nördlich des Polarkreises
- Island
- Grönland
- Färöer
- das arktische Nordamerika von Baffin Bay bis Melville Island
- Shetland-Inseln
- Orkney-Inseln
- Caithness in Schottland

Die Errichtung der Präfektur wurde am 8. Dezember 1855 von der Kongregation für die Ausbreitung des Glaubens in einem Dekret des Präfekten Giacomo Filippo Kardinal Fransoni vorgenommen. Ihr erster Leiter war der in St. Petersburg geborene Graf Paul Marie Etienne de Djunkovskij (1821–1870) von 1855 bis 1861. 
Nach dem Rücktritt Djunkovskijs wurde sein Vize-Präfekt, der französische katholische Priester Bernard Bernard (1821–1895), am 20. April 1862 zum Apostolischen Präfekten für die Nordpolmission ernannt. Er war schon am 15. Dezember des Vorjahres mit der Administration der Präfektur betraut worden. Er gehörte zu Djunkovskijs erster Mannschaft und hatte sehr verdienstvoll für die Mission gewirkt durch die Errichtung der Missionsstationen auf Island und in Wick (Grafschaft Caithness).
In einer neuen Sitzung der Propagandakongregation am 19. April 1869 wurde die Neuordnung der nordischen Missionen nochmals besprochen, und man beschloss, die Nordpolmission ganz aufzuheben und ihre verschiedenen Teile den kirchlichen Verwaltungsbezirken jener Länder zuzuweisen, zu denen sie politisch gehörten. Am 2. Mai wurde dieser Beschluss vom Papst Pius IX. bestätigt. Im päpstlichen Breve vom 17. August wurde dabei die Errichtung der Apostolischen Präfektur Norwegen mit dem norwegischen Lappland bestätigt, deren erster Leiter Bernard wurde. 
Die Apostolische Präfektur Dänemark wurde auf das ganze Königreich ausgedehnt und erhielt Island, Grönland und die Färöer-Inseln dazu. Die nordamerikanischen Teile der Nordpolmission kamen zurück an Kanada. Die schottischen Teile, Shetland, die Orkney-Inseln und Caithness wurden wieder dem Apostolischen Vikariat Nordschottland zugeteilt.
Einzelne Gemeinden, die während der Nordpolmission errichtet wurden, existieren immer noch, wie zum Beispiel die Gemeinde St. Mikael (St. Michael) in Hammerfest.